# Isla Carrera
La isla Carrera (en inglés: Carrera Island) es una isla en la República de Trinidad y Tobago. Se trata de un islote en el golfo de Paria cerca de Venezuela y a 9,7 km de Puerto España que está entre las “islas Bocas” y “las cinco islas”, y es usada como una isla prisión. Forma parte del archipiélago conocido como «islas San Diego» (San Diego Islands) junto con la isla Cronstadt. Entre 1854 y 1877 bajo el gobierno colonial británico ya había sido usada como prisión, pero fue en 1877 que se inició la construcción del edificio. Posee una superficie estimada en 8 hectáreas (0,08 km² o 20 acres)